# Сподня Бачкова
Сподня Бачкова (словен. Spodnja Bačkova) — поселення в общині Бенедикт, Подравський регіон‎, Словенія.